# Alicia Beatriz de Hoz
Alicia Beatriz de Hoz is een Argentijns diplomaat. Ze was in 2014 de eerste ambassadeur voor Argentinië in Suriname, daarna werd ze ambassadeur van Ethiopië.

## Biografie
Alicia Beatriz de Hoz studeerde af aan het Instituto del Servicio Exterior de la Nación (ISEN) dat een onderdeel vormt van het ministerie van Buitenlandse Zaken. Ze verwierf twee doctorstitels, aan de Universidad Católica Argentina en de Universidad del Salvador, in respectievelijk rechtsgeleerdheid en internationale relaties. Verder studeerde ze internationaal bestuurs- en publiekrecht aan de Haagsche Academie voor Internationaal Recht in Nederland en volgde ze een studie aan de Aristoteles-universiteit van Thessaloniki in Griekenland.
Op het ministerie was ze plaatsvervangend directeur op het gebied van internationale veiligheid, nucleaire zaken en ontwapening, en voor de regio Latijns-Amerika en de Caraïben. Ze werd uitgezonden naar de ambassades in Israël en Griekenland en werkte van 2001 tot 2007 met internationale organisaties vanuit de permanente vertegenwoordiging in Genève. Vervolgens werkte ze voor de Directie Sub-Sahara.
Nadat president Cristina Fernández de Kirchner in november 2012 besloot een ambassade te willen openen in Suriname, werd Beatriz de Hoz in juli 2013 aangewezen als eerste ambassadeur. Sinds circa 30 oktober 2013 was ze aanwezig in Suriname en op 19 november van dat jaar overhandigde ze haar geloofsbrieven aan president Desi Bouterse. Een ambassade stond toen nog niet ter beschikking, maar werd medio februari 2014 gevestigd en op 2 oktober 2014 geopend aan de Prins Hendrikstraat. Ze bleef aan in Paramaribo tot 2017.
Hierna werd ze benoemd tot ambassadeur in Ethiopië.